# Ipomoea turbinata

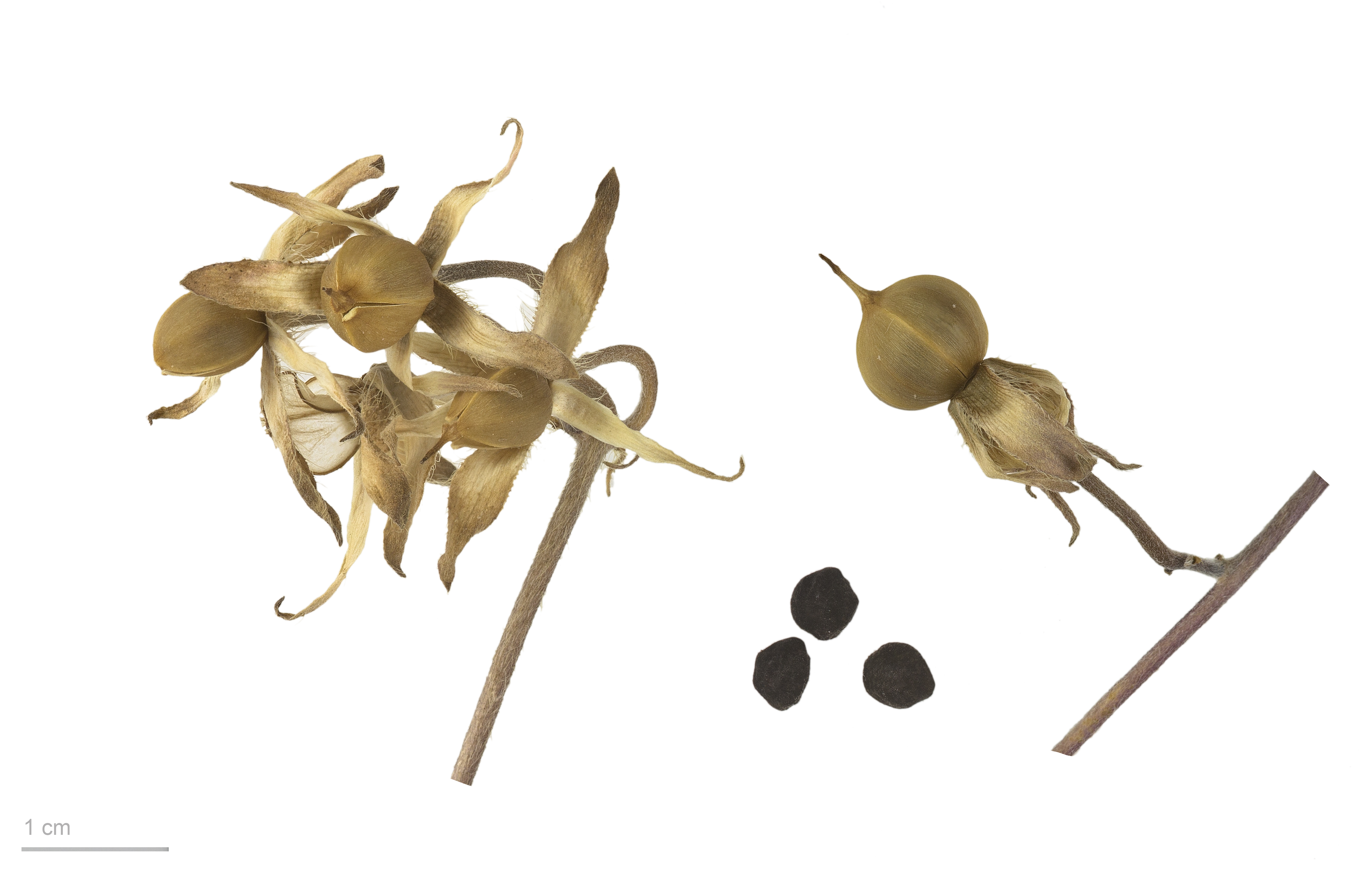
Ipomoea muricata

Ipomoea turbinata là một loài thực vật có hoa trong họ Bìm bìm. Loài này được Lag. mô tả khoa học đầu tiên năm 1816.